# San José la Arada
San José la Arada è un comune del Guatemala facente parte del dipartimento di Chiquimula.